# Anchieta (Espírito Santo)
Anchieta é um município brasileiro no litoral sul do estado do Espírito Santo, Região Sudeste do país. Localiza-se a sul da capital do estado, distando desta cerca de 80 km. Ocupa uma área de 409,691 km², sendo que 11 km² estão em perímetro urbano, e sua população foi estimada em 32 584 habitantes em 2024.
O atual município se originou da aldeia jesuítica de Reritiba, fundada pelo padre José de Anchieta no século XVI. Após a expulsão da Companhia de Jesus do Brasil Colônia em 1759, a localidade passou por um período de desenvolvimento iniciado na segunda metade do século XIX, com a chegada de levas de imigrantes. Esses colonos, em sua grande maioria italianos, incentivaram o crescimento populacional e econômico. Assim, a até então vila foi elevada à condição de cidade em 1887, quando recebeu o nome de "Anchieta" em homenagem ao religioso jesuíta que ali viveu e morreu.
Figuram entre as atividades econômicas mais importantes de Anchieta a indústria, o comércio, o turismo e a prestação de serviços. O município possui um polo industrial destinado a empresas de pequeno, médio e grande porte, responsável por um considerável incremento em seu Produto Interno Bruto (PIB). Além disso, constitui um destino de turistas à procura de suas praias e de atrativos históricos e culturais. Nesse sentido, há de se destacar o 
Santuário Nacional de São José de Anchieta, que preserva o patrimônio histórico deixado pelos jesuítas e pelo padre Anchieta.

## História

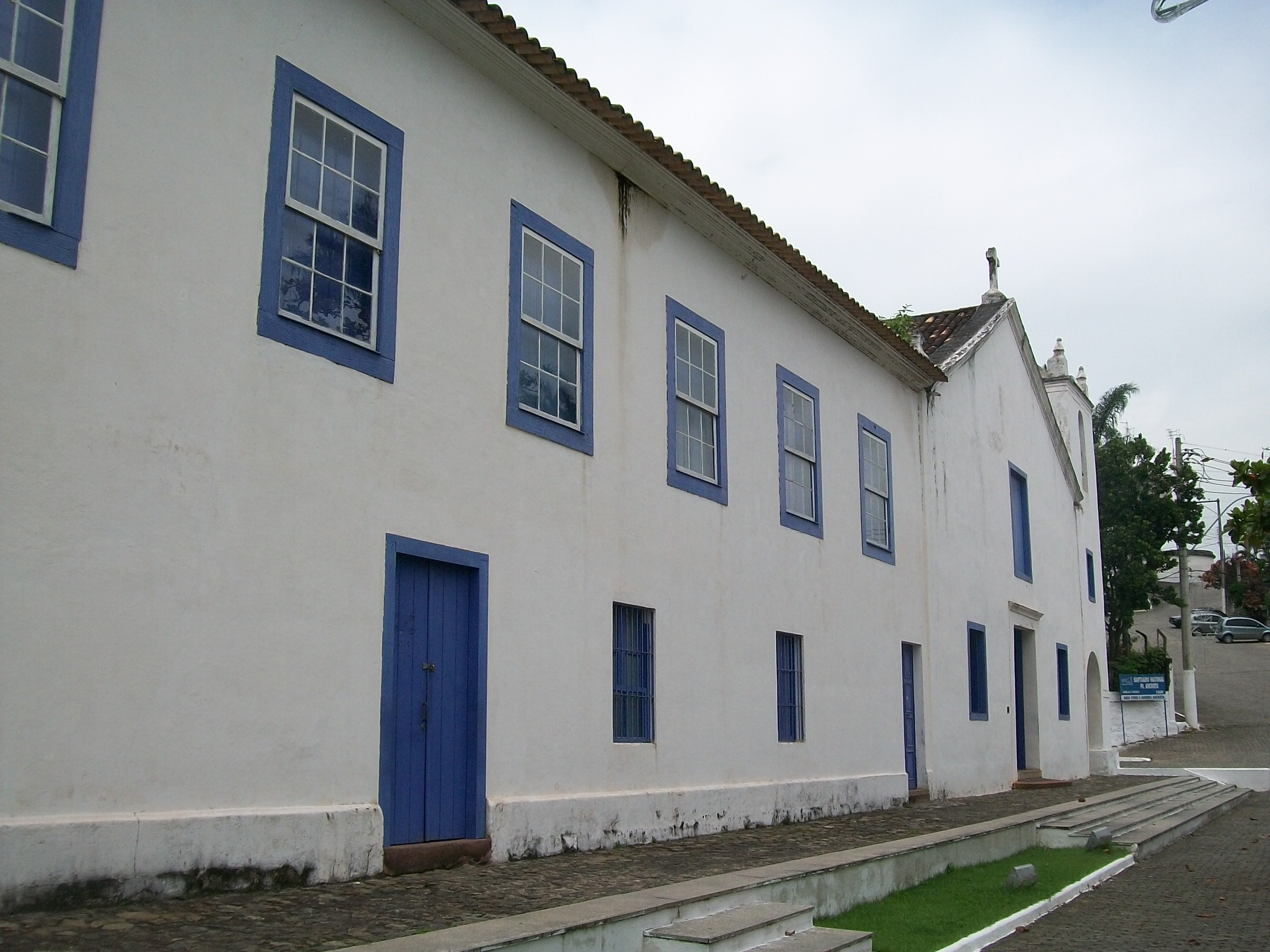
Igreja Nossa Senhora da Assunção, fundada pelo padre José de Anchieta em 1579, no Santuário Nacional de São José de Anchieta.

Por volta do ano 1000, os índios tapuias que habitavam o sul do Espírito Santo foram expulsos para o interior do continente devido à chegada de povos tupis procedentes da Amazônia. No século XVI, quando chegaram os primeiros europeus à região, esta era ocupada pela tribo tupi dos temiminós.
A cidade de Anchieta tem sua origem ligada à aldeia jesuítica de Iriritiba, também chamada Reritiba, termo de origem tupi que significa "muitas ostras" ou "ajuntamento de ostras", pela junção dos termos reri (ostra) e tyba (ajuntamento). A aldeia foi criada pelo padre José de Anchieta, como local de catequese dos índios. O ano exato em que Reritiba foi fundada é incerto, mas se considera o dia 15 de agosto como aniversário de sua fundação. Também se sabe que a primeira Igreja Nossa Senhora da Assunção e residência dos jesuítas, que posteriormente deu origem ao Santuário Nacional de São José de Anchieta, são datados de 1579.
Padre José de Anchieta se transferiu definitivamente para o Espírito Santo em 1587, vindo a falecer em Reritiba em 9 de junho de 1597. Nesse período, produziu grande parte de sua obra literária e dramática. Com a expulsão da Companhia de Jesus das terras portuguesas em 1759, o que incluía o Brasil Colônia, a aldeia de Reritiba recebeu o foro de vila com o nome de Vila Nova de Benevente. Logo após a partida dos jesuítas, a vila passou por um período de decadência devido à desocupação da região pela maioria dos nativos.
A vila ganhou impulso em sua economia com a chegada, pelo porto de Benevente, de milhares de colonos italianos a partir de 1875. Uma considerável leva de imigrantes se fixou no distrito de Alto Pongal, mas áreas de todo o atual município receberam forasteiros. Vários também seguiram o curso do rio Benevente rumo a núcleos de colonização oficiais no interior do Espírito Santo.
Em 12 de agosto de 1887, a vila foi elevada à condição de cidade, recebendo um novo nome: "Anchieta", em homenagem ao famoso santo jesuíta que ali viveu e morreu no século XVI. Foi em Anchieta, em 1968, que o padre Umberto Pietrogrande fundou o Movimento de Educação Promocional do Espírito Santo (MEPES) e a primeira Escola Família Agrícola no Brasil.

## Geografia
A área do município, segundo o Instituto Brasileiro de Geografia e Estatística (IBGE), é de 409,691 km², sendo que 11,26 km² constituem a zona urbana. Situa-se a 20°48'21" de latitude sul e 40°38'52" de longitude oeste e está a uma distância de 81 quilômetros a sul da capital capixaba. Seus municípios limítrofes são Guarapari, Alfredo Chaves, Piúma e Iconha.
De acordo com a divisão regional vigente desde 2017, instituída pelo IBGE, o município pertence às Regiões Geográficas Intermediária e Imediata de Vitória. Até então, com a vigência das divisões em microrregiões e mesorregiões, fazia parte da microrregião de Guarapari, que por sua vez estava incluída na mesorregião Central Espírito-Santense.

### Relevo e meio ambiente

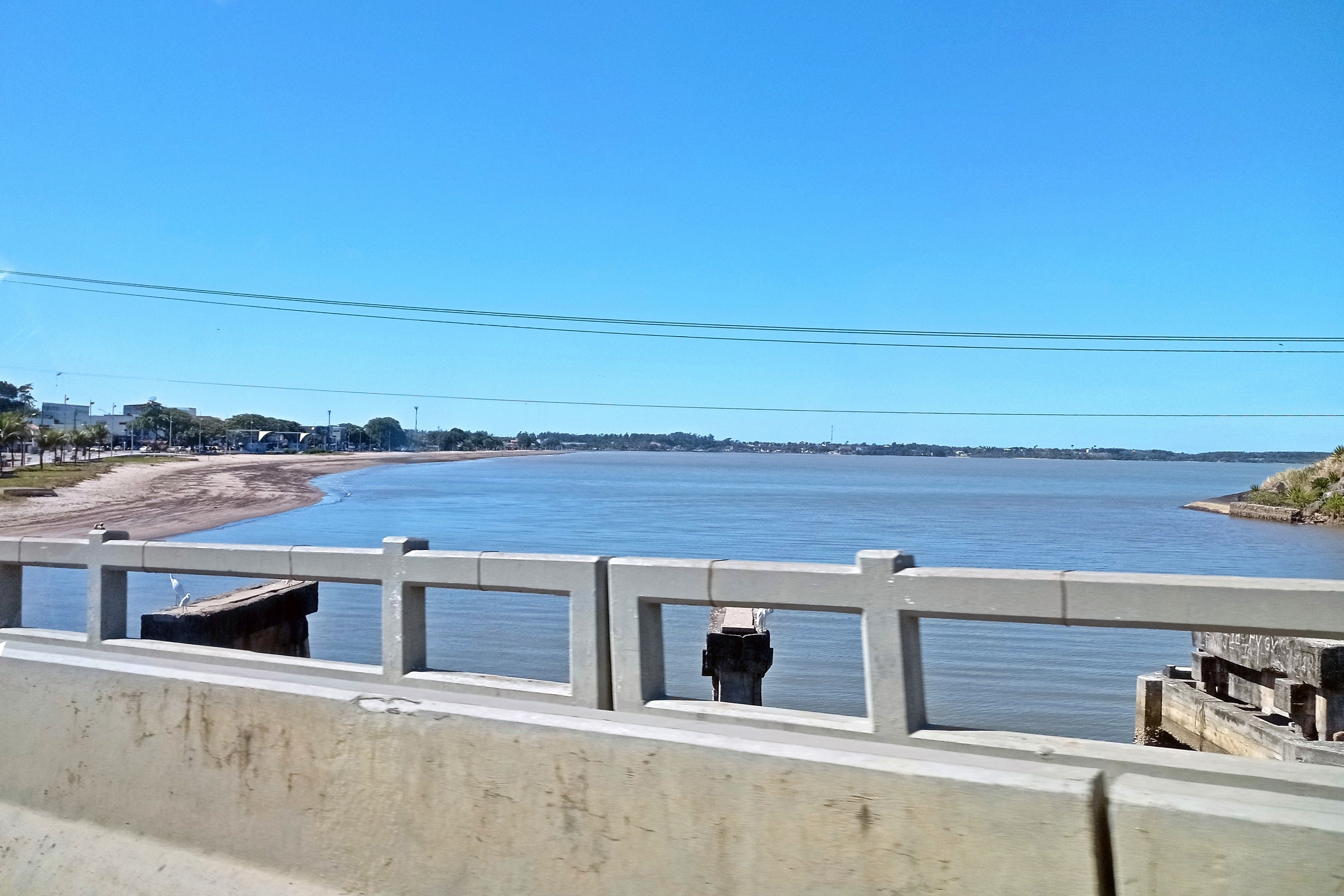
Estuário do rio Benevente visto da Ponte Cônego Barros

O relevo de Anchieta é consideravelmente variado. Cerca de 40% das terras do município são onduladas, 30% são planas, 20% são montanhosas e 10% escarpadas. O relevo plano se concentra ao longo do litoral, que possui cerca de 30 km e é onde está localizada a sede municipal. À medida que se avança em direção ao interior se torna mais acidentado. A maior altitude é de 332 metros no Monte Urubu.
Anchieta integra a bacia hidrográfica do rio Benevente. A cidade está localizada às margens de sua foz no oceano Atlântico, que dá origem a um estuário. Outros mananciais representativos no município são os rios Corindiba, Pongal e Salinas, além da Lagoa de Mae-Bá. Os tipos de solo predominantes são os latossolos vermelho-amarelo e o podzol hidromórfico, que prevalecem nas áreas mais afastadas da costa. Na faixa litorânea há presença de solos halomórficos, comuns sobretudo em mangues, caracterizados por sua consolidação mais recente. Essas terras foram formadas por sedimentos trazidos por rios ao mar que foram se acumulando ao longo da costa através das marés.
A Mata Atlântica nativa foi consideravelmente suprimida para ceder espaço às atividades econômicas. Dessa forma, a maior parte do território municipal é ocupada por pastagens, que abrangiam 52,1% da área em 2013, seguidas pela mata nativa (13,8%). No mesmo ano, as matas nativas em estágio de recuperação ocorriam em 8,5% do município, brejos em 3,2%, plantações de café em 2,6%, a macega em 2,3% e os mangues em 1,5%.
As principais unidades de preservação ambiental de Anchieta são a Área de Proteção Ambiental (APA) Municipal Monte Urubu, que tem 523,57 hectares (h), destina-se a preservar remanescentes de Mata Atlântica no ponto mais elevado do município e foi criada em 2013; a APA Municipal Tartarugas, com 27,24 h, criada em 2011; e a Reserva de Desenvolvimento Sustentável Municipal Papagaio, com 772 h, que se destina a preservar manguezais e a fauna envolvida e foi criada em 1992. Além disso, 52,6% das propriedades rurais possuíam florestas plantadas em 2017.

### Clima

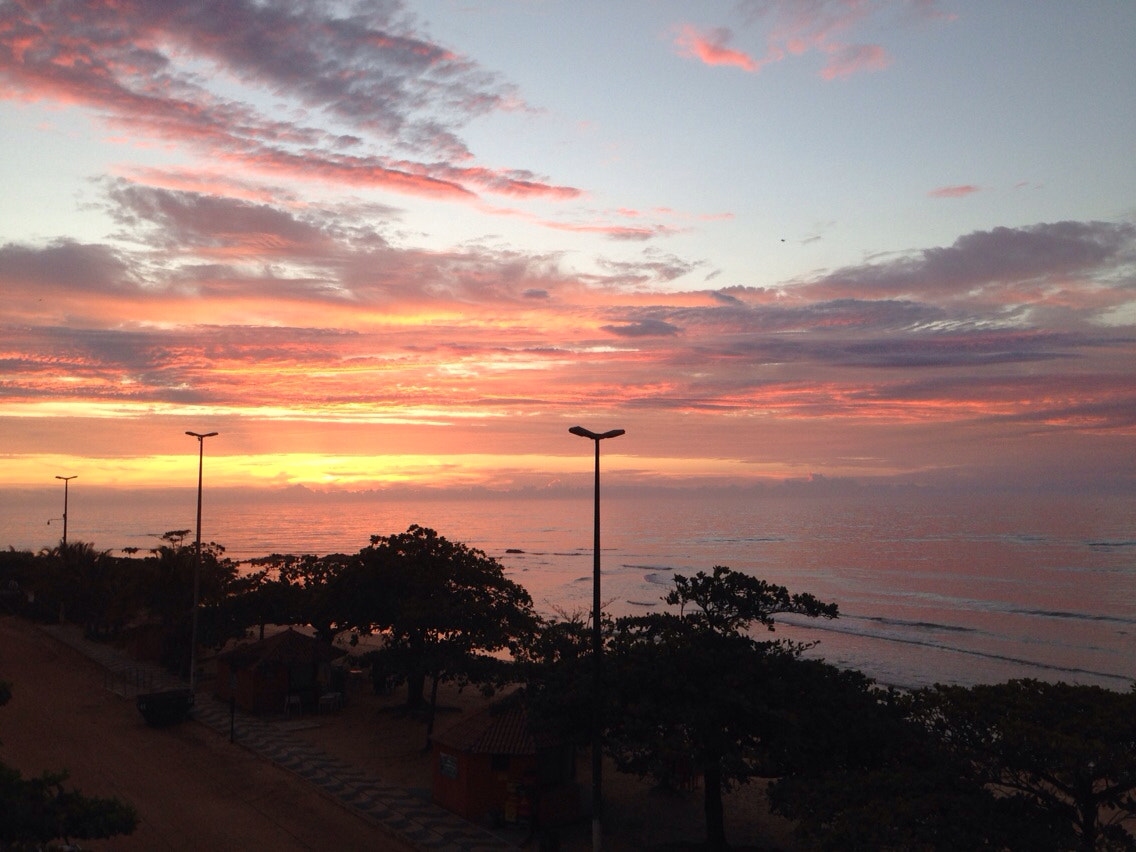
Litoral de Anchieta ao amanhecer

O clima anchietense é caracterizado, segundo o IBGE, como tropical quente superúmido (tipo Aw segundo Köppen), com diminuição de chuvas no inverno e temperatura média anual em torno dos 24 °C, tendo invernos amenos e verões chuvosos com temperaturas altas. O mês mais quente, fevereiro, tem temperatura média de 27 °C, enquanto que o mês mais frio, julho, possui média de 21 °C. Outono e primavera são estações de transição, embora condições de umidade relativa elevada prevaleçam na maior parte do ano. O índice pluviométrico anual é de aproximadamente 1 170 mm, sendo junho o mês mais seco e novembro o mais chuvoso.
Segundo dados da Companhia de Pesquisa de Recursos Minerais (CPRM), desde 1948, o maior acumulado de chuva registrado em 24 horas em Anchieta foi de 195 mm no dia 8 de março de 1994. Outros grandes acumulados foram de 161 mm em 4 de abril de 1987, 148 mm em 7 de novembro de 2012 e 138,6 mm em 10 de novembro de 2021. De acordo com o Instituto Nacional de Pesquisas Espaciais (INPE), Anchieta é o 74º colocado no ranking de ocorrências de descargas elétricas no estado do Espírito Santo, ou seja, o quinto menor, com uma média anual de 1,0229 raios por quilômetro quadrado.
| Dados climatológicos para Anchieta | Dados climatológicos para Anchieta | Dados climatológicos para Anchieta | Dados climatológicos para Anchieta | Dados climatológicos para Anchieta | Dados climatológicos para Anchieta | Dados climatológicos para Anchieta | Dados climatológicos para Anchieta | Dados climatológicos para Anchieta | Dados climatológicos para Anchieta | Dados climatológicos para Anchieta | Dados climatológicos para Anchieta | Dados climatológicos para Anchieta | Dados climatológicos para Anchieta |
| Mês | Jan                                | Fev                                | Mar                                | Abr                                | Mai                                | Jun                                | Jul                                | Ago                                | Set                                | Out                                | Nov                                | Dez                                | Ano                                |
| --- | ---------------------------------- | ---------------------------------- | ---------------------------------- | ---------------------------------- | ---------------------------------- | ---------------------------------- | ---------------------------------- | ---------------------------------- | ---------------------------------- | ---------------------------------- | ---------------------------------- | ---------------------------------- | ---------------------------------- |
| Temperatura máxima média (°C) | 31,3                               | 32,6                               | 31,6                               | 29,9                               | 28                                 | 27,2                               | 26,7                               | 27,3                               | 27,2                               | 28,3                               | 29,1                               | 30,3                               | 29,1                               |
| Temperatura média (°C) | 26,4                               | 26,9                               | 26,2                               | 24,8                               | 22,8                               | 21,5                               | 21,2                               | 21,7                               | 22,4                               | 23,8                               | 24,6                               | 25,7                               | 24                                 |
| Temperatura mínima média (°C) | 22,1                               | 22,3                               | 21,7                               | 20,6                               | 18,4                               | 16,8                               | 16,6                               | 17,4                               | 18                                 | 19,4                               | 20,5                               | 21,7                               | 19,6                               |
| Precipitação (mm) | 115,7                              | 62,7                               | 116,6                              | 99,8                               | 82,8                               | 47,7                               | 57,7                               | 63,1                               | 81,3                               | 105,6                              | 175,7                              | 161,9                              | 1 170,6                            |
| Umidade relativa (%) | 80                                 | 80                                 | 82                                 | 82                                 | 80                                 | 81                                 | 80                                 | 78                                 | 77                                 | 78                                 | 81                                 | 83                                 | 80                                 |
| Fonte: Instituto Capixaba de Pesquisa, Assistência Técnica e Extensão Rural (Incaper): temperaturas e precipitação; Climate-Data.org: umidade relativa |                                    |                                    |                                    |                                    |                                    |                                    |                                    |                                    |                                    |                                    |                                    |                                    |                                    |

## Demografia
Em 2022, a população foi estimada em 29 984 habitantes pelo censo daquele ano, realizado pelo Instituto Brasileiro de Geografia e Estatística (IBGE). Em 2010, a população era de 23 902 habitantes. Segundo o censo de 2010, 12 062 habitantes eram homens (50,46% do total) e 11 840 habitantes mulheres (49,54%). Ainda segundo o mesmo censo, 18 161 habitantes viviam na zona urbana (75,98%) e 5 741 na zona rural (24,02%). Da população total em 2010, 5 498 habitantes (23%) tinham menos de 15 anos de idade, 16 662 habitantes (69,71%) tinham de 15 a 64 anos e 1 742 pessoas (7,29%) possuíam mais de 65 anos, sendo que a esperança de vida ao nascer era de 76,35 anos. O Índice de Desenvolvimento Humano Municipal (IDH-M), de 0,73, era o 11º maior do Espírito Santo.
Segundo o censo do IBGE de 2010, 5,7% das crianças de 10 a 13 anos trabalhavam no município, sendo 7,1% dos meninos dessa faixa etária e 4,2% das meninas. Na faixa entre 14 e 15 anos a porcentagem sobe para 11,2%. Os setores que mais empregam esses grupos de idade são a agropecuária e o comércio. No mesmo ano, a população anchietense era composta por 11 999 pardos (50,2% do total), 9 760 brancos (40,83%), 1 869 negros (7,82%), 160 amarelos (0,67%) e 114 indígenas (0,48%). Quanto às religiões, 14 300 são católicos (59,83%), 6 642 evangélicos (27,79%), 282 Testemunhas de Jeová (1,18%), 256 espíritas (1,07%), 2 042 pessoas sem religião (8,54%) e os 1,59% restantes possuíam outras religiões além dessas ou não tinham religiosidade definida.

### Distritos
| Distrito                 | Código IBGE | Habitantes (2022) | Domicílios particulares (2022) |             |           |       |     |
| ------------------------ | ----------- | ----------------- | ------------------------------ | ----------- | --------- | ----- | --- |
| Distrito                 | Código IBGE | Habitantes (2022) | Domicílios particulares (2022) | Alto Pongal | 320040910 | 2 209 | 808 |
| Anchieta (distrito-sede) | 320040905   | 25 684            | 9 462                          |             |           |       |     |
| Jabaquara                | 320040915   | 2 091             | 767                            |             |           |       |     |

## Economia

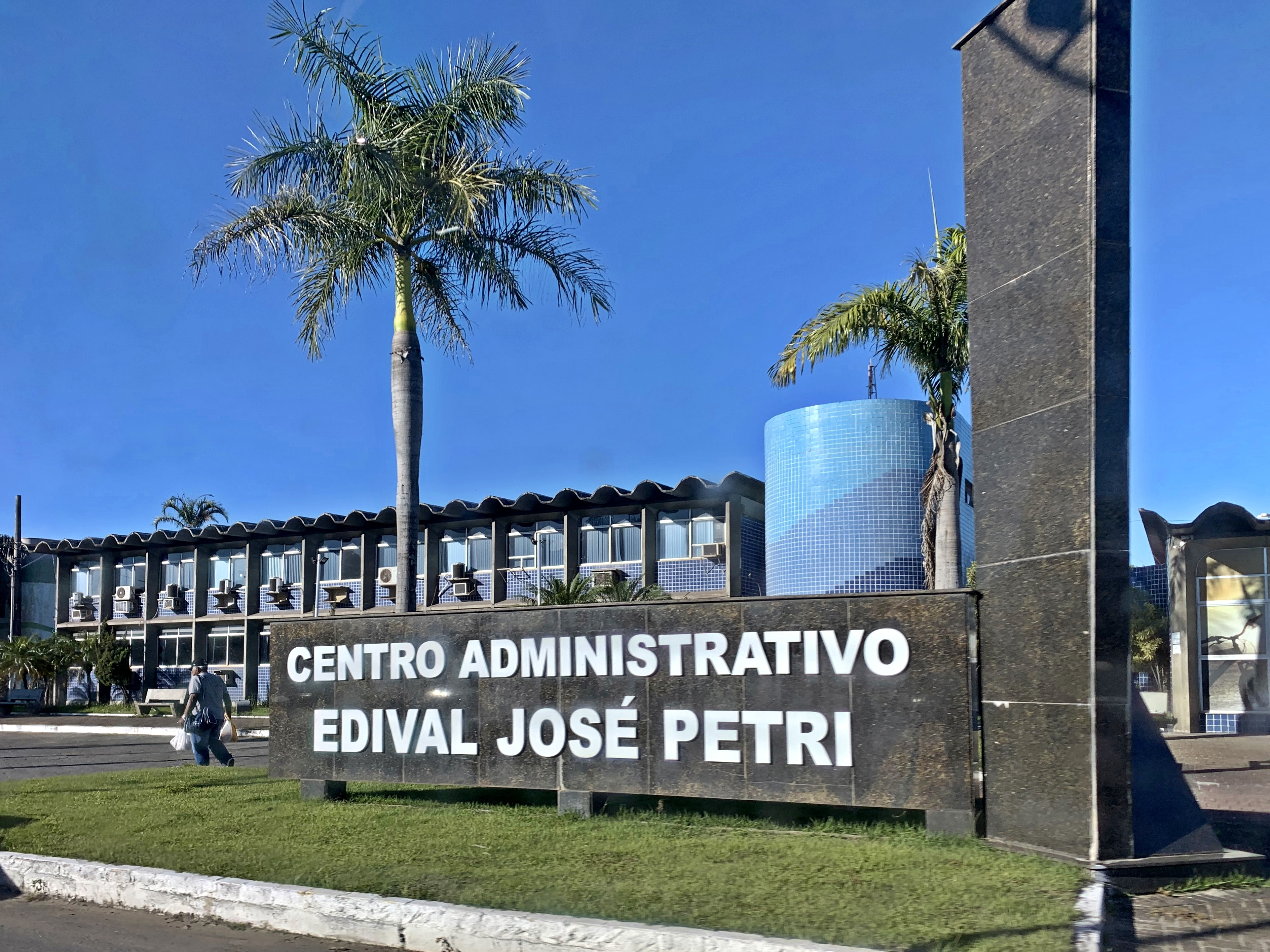
Sede da prefeitura de Anchieta

O Produto Interno Bruto (PIB) de Anchieta tem seu rendimento concentrado nos setores secundário e terciário da macroeconomia, mas com participação significativa da agropecuária para subsistência de famílias. De acordo com dados do IBGE, relativos a 2019, o PIB do município era de R$ 1 005 451,04 mil. 57 483,33 mil eram de impostos sobre produtos líquidos de subsídios a preços correntes e o PIB per capita era de R$ 34 359,12. Em 2010, 70,61% da população maior de 18 anos era economicamente ativa, enquanto que a taxa de desocupação era de 8,18%.
A pecuária e a agricultura acrescentavam 25 766,88 mil reais na economia de Anchieta em 2019. Dentro da agricultura há de se destacar o café, que corresponde a metade da produção da lavoura permanente do município, e a banana. A maior parte da produção cafeeira está relacionada à agricultura familiar e é comercializada em cidades próximas. Outros cultivos permanentes que se sobressaem são a acerola, o açaí e a seringueira para produção de borracha. Ao mesmo tempo, os cultivos temporários mais representativos são o milho e a mandioca, porém ambos são destinados para a subsistência. Com relação à pecuária, destaca-se a bovinocultura de leite e de corte e a avicultura de abate e postura. A pesca é outra fonte de emprego e renda, principalmente em comunidades do litoral, sendo que a cidade contabilizava 960 pescadores registrados em 2019.

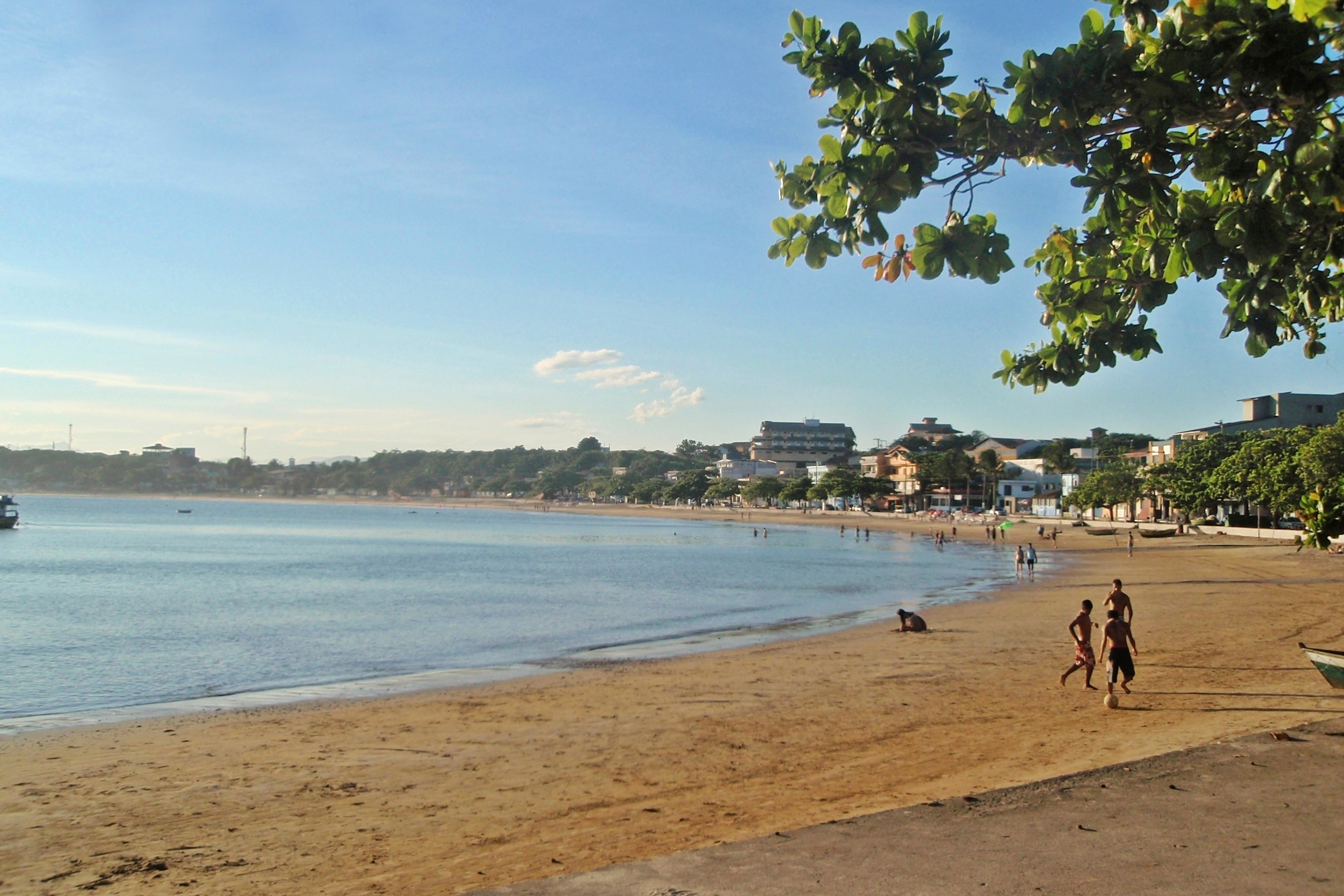
Praias no balneário de Ubu

A indústria, por sua vez, acrescentava 366 319,81 mil reais do PIB municipal em 2019. Anchieta possui agroindústrias de fabricação de produtos oriundos da produção agropecuária, como massas e derivados de mandioca, milho e frutas. Contudo, a renda gerada por esse setor é consolidada pela existência de um polo industrial no município destinado a empresas de pequeno, médio e grande porte, estruturado principalmente para receber usinas siderúrgicas e/ou de serviços auxiliares. O complexo abrange a usina de pelotização da Samarco Mineração S.A., o Porto de Ubu, um mineroduto e uma rede de ferrovias em fase de expansão e/ou projeto.
A Samarco é a responsável pelo maior repasse de receitas ao município, que, de forma direta, é proveniente do Imposto sobre Circulação de Mercadorias e Serviços. De forma indireta, está a arrecadação através das empresas terceirizadas, por meio do Imposto sobre o Serviço de Qualquer Natureza. No entanto, com o rompimento da barragem de rejeitos da Samarco ocorrido em Mariana, Minas Gerais, em 5 de novembro de 2015, as atividades da empresa ficaram paralisadas durante os anos seguintes, inclusive em Anchieta. Com isso, o PIB do município caiu de R$ 4 641 771,30 mil em 2014 para R$ 713 452,92 mil em 2016. Suas operações foram retomadas em Minas Gerais e no Espírito Santo em 2020.
Em 2019, 331 839,88 mil reais do PIB municipal eram do valor adicionado bruto do setor de serviços e 224 041,14 mil reais do valor adicionado da administração pública. A presença do polo industrial contribui diretamente com o giro de capital no comércio local, o que posteriormente favorece a manutenção e/ou geração neste setor. Além disso, a existência de atrativos históricos, culturais e naturais, como o Santuário Nacional de São José de Anchieta, as praias e a típica moqueca capixaba, possibilitam a exploração do turismo como fonte de renda fundamental para o município. Segundo a prefeitura, o litoral de Anchieta possui 23 praias. Há uma rede de hotéis, restaurantes, bares e quiosques estruturada a fim de atender à demanda de turistas.

## Infraestrutura

### Saúde e educação
A rede de saúde de Anchieta inclui dez unidades básicas de saúde, um hospital geral e um Centro de Atenção Psicossocial (CAPS), segundo informações de 2018. Em 2020, foram registrados 209 óbitos por morbidades, dentre os quais as doenças do sistema circulatório representaram a maior causa de mortes (20,84%), seguida pelos tumores (13,89%). Ao mesmo tempo, foram registrados 418 nascidos vivos, sendo que o índice de mortalidade infantil no mesmo ano foi de 4,78 óbitos de crianças menores de um ano de idade a cada mil nascidos vivos.
Em 2010, 100% das crianças com faixa etária entre cinco e seis anos estavam matriculadas na educação infantil, ao mesmo tempo que 87,88% da população de 11 a 13 anos cursavam as séries finais do ensino fundamental. Contudo, da população de 15 a 17 anos, 53,67% haviam finalizado o ensino fundamental, enquanto 49,85% dos residentes de 18 e 20 anos tinham terminado o ensino médio. Os habitantes tinham uma expectativa média de 8,78 anos de estudo, enquanto 8,50% das pessoas com 25 anos de idade ou mais eram analfabetas. Dentre essa faixa etária, 46,91% tinham completado o ensino fundamental, 33,24% o ensino médio e 7,98% o ensino superior. Já em 2021, havia 6 942 matrículas nas instituições de educação infantil e ensinos fundamental e médio da cidade.
| Ensino pré-escolar | 1 753 | 203 | 30 |
| Ensino fundamental | 4 071 | 298 | 32 |
| Ensino médio       | 1 118 | 78  | 3  |

### Habitação e transporte

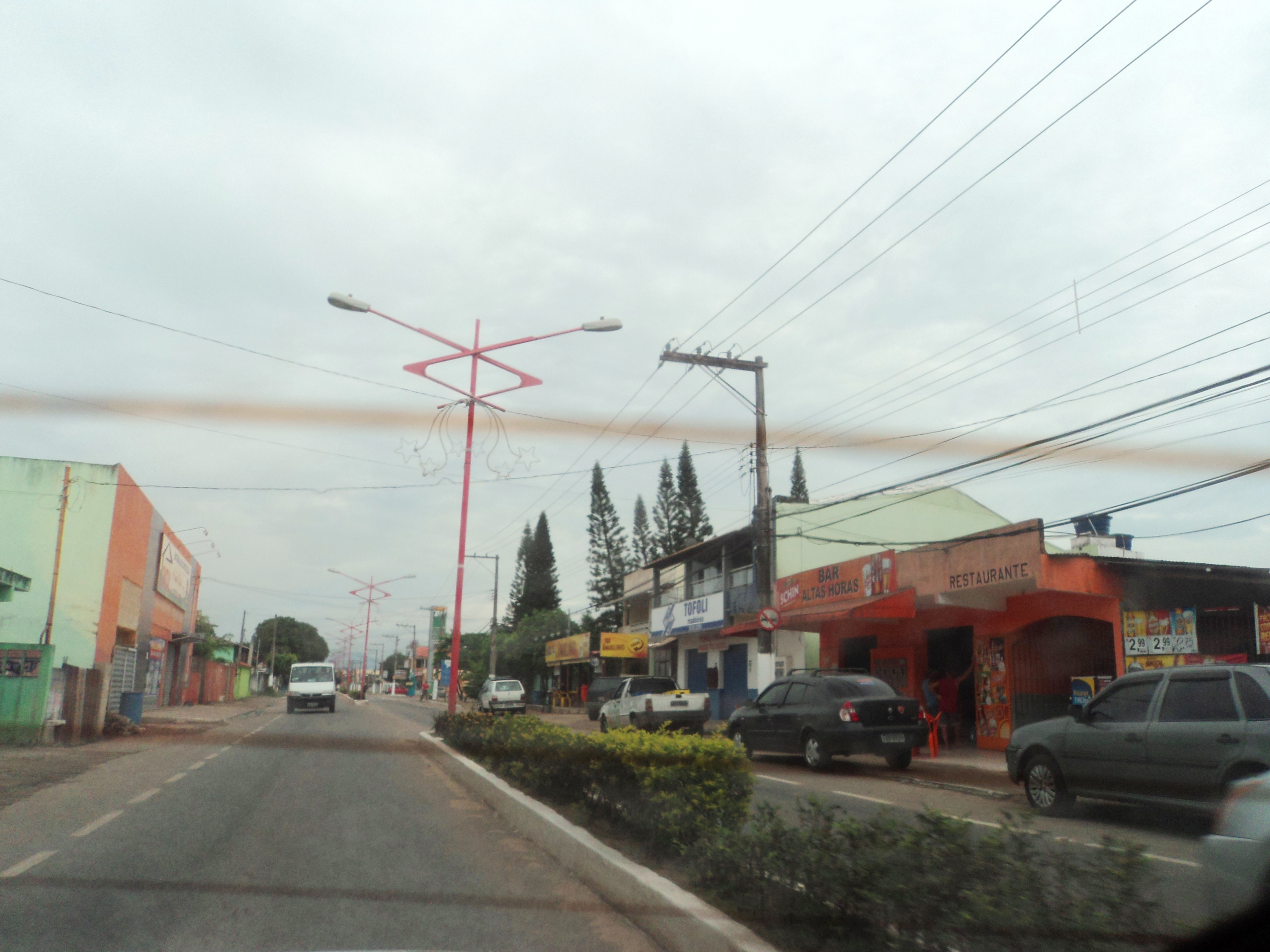
Trecho da Rodossol na cidade

No ano de 2010, a cidade tinha 7 339 domicílios particulares permanentes. Desse total, 7 143 eram casas, 161 eram apartamentos, 31 eram habitações em casa de cômodos ou cortiços e quatro eram casas de vila ou em condomínio. Do total de domicílios, 5 705 são imóveis próprios (5 593 já quitados e 112 em aquisição), 1 013 foram alugados, 589 foram cedidos (278 cedidos por empregador e 311 cedidos de outra forma) e 32 foram ocupados sob outra condição. No mesmo ano, 5 901 domicílios eram atendidos pela rede geral de abastecimento de água (80,4% do total), em 926 (12,61% deles) o abastecimento de água era feito por meio poços e/ou nascentes na própria propriedade, em 492 (6,7%) por meio de poços e/ou nascentes de outras propriedades e os demais se abasteciam de outras formas.
Também em 2010, 7 317 domicílios (99,7% do total) possuíam abastecimento de energia elétrica; 7 271 (99,07%) possuíam banheiros para uso exclusivo das residências; e 2 432 (33,14% deles) eram atendidos pelo serviço de coleta de lixo. O sistema de coleta de esgoto atendia a menos de um terço da população e estava concentrado na sede municipal, segundo dados da prefeitura em 2016. O código de área (DDD) é 027 e o Código de Endereçamento Postal (CEP) da cidade vai de 29230-000 a 29239-999. O serviço postal é atendido por agências da Empresa Brasileira de Correios e Telégrafos funcionando na sede municipal e em localidades rurais.
A frota municipal no ano de 2021 era de 14 005 veículos, sendo 6 911 automóveis, 2 585 motocicletas, 1 380 motonetas, 1 215 caminhonetes, 467 caminhões, 417 caminhonetas, 279 reboques, 185 utilitários, 165 caminhões-trator, 152 semirreboques, 115 micro-ônibus, 82 ônibus, 26 ciclomotores, 13 tratores de rodas, seis triciclos, um sidecar e seis classificados como outros tipos de veículos. As principais rodovias que atendem Anchieta são a BR-101 e a Rodovia do Sol (ES-060), que permitem conexão direta com a Região Metropolitana da Grande Vitória. Dessas, a Rodovia do Sol, mais conhecida como Rodossol, passa pela sede. Outra rodovia que atende o município é a ES-146, que liga a Rodossol à BR-101.